# 小行星432
小行星432（432 Pythia）是一颗围绕太阳公转的小行星。1897年12月18日，奧古斯特·卡洛斯在尼斯描述了此天体。
該小行星以希腊神话中服务于帕纳塞斯山德尔菲神庙的阿波罗神女祭司皮媞亚命名。
这颗小行星的绝对星等为8.84等。

## 相关條目
- 小行星列表/10001-11000

## 外部連結
- Asteroid Lightcurve Database (LCDB) （页面存档备份，存于）, query form (info （页面存档备份，存于）)
- Dictionary of Minor Planet Names, Google books
- Discovery Circumstances: Numbered Minor Planets (10001)-(15000) （页面存档备份，存于） – Minor Planet Center
- 小行星432 at AstDyS-2, Asteroids—Dynamic Site
  - Ephemeris · Observation prediction · Orbital info · Proper elements · Observational info
- NASA JPL小天體瀏覽器上的小行星432

| 前一小行星： 小行星431 | 小行星列表 | 後一小行星： 433 愛神星 |